# Hans Henrik Wind
Hans Henrik Hasse Wind, finski letalski as in poslovnež, * 30. julij 1919, Ekenäs, - † 24. julij 1995, Tampere.
Wind je bil s 75 zračnimi zmagami drugi najuspešnejši finski letalski as v drugi svetovni vojni. 
Svojo pilotsko kariero je Wind začel leta 1938, ko se je prijavil na tečaj za pilota. Med Zimsko vojno je bil rezervni častnik, vendar zaradi pomanjkanja letal ni sodeloval v bojih. Poleti 1941 je končal šolanje za častnika in se je s 24. lovskim skvadronom udeležil Nadaljevalne vojne. 
Sprva je med letoma 1941 in 1943 letel na lovcu Brewster B239 (izvozna verzija letala Brewster Buffalo). Med letoma 1943 in 1944 je letel na nemškem lovcu Messerschmitt Bf 109G. Wind še danes velja za enega najbolj izurjenih in taktično najboljših finskih letalcev v finskem vojnem letalstvu. Po analizi bitke pri Midwayu leta 1942 je napisal vojni priročnik za Brewster.
31. julija 1943 je prvič prejel Mannerheimov križec, 28. junija 1944 pa še drugega. 19. oktobra 1943 je bil pri 24. letih povišan v čin stotnika. 
Poleti 1944 je Wind v 12. dneh sestrelil 30 sovražnih letal, 28. julija 1944 pa je bil v boju ranjen. Z močno poškodovanim letalom je kljub temu uspel pristati na domačem letališču. Kasneje je okreval, vendar ni več sodeloval v bojih. 
Letalstvo je zapustil leta 1945 in postal poslovnež.

## Zmage
| Letalo                | Zmage |
| --------------------- | ----- |
| Brewster B239         | 39    |
| Messerschmitt Bf 109G | 36    |
| Skupaj                | 75    |